# Эрменгарда Ампурьясская
Эрменгарда Ампурьясская (кат. Ermengarda d'Empúries) (умерла в 994 или 1013) — супруга графа Сердани, Конфлана и Бесалу Олибы Кабреты, регент (988—993/994) во время несовершеннолетия своих сыновей Бернардо, Вифреда и Олибы.
Точное происхождение Эрменгарды не установлено, однако ряд историков предполагает, что она могла быть дочерью графа Ампурьяса Госберта. Впервые Эрменгарда упоминается 16 августа 967 года уже как жена Олибы Кабреты. В этот день граф и его супруга дали дарственную хартию монастырю Санта-Мария-де-Риполь, в которой содержалась просьба дарителей, обращённая к Деве Марии, о ниспослании им детей. Документ свидетельствует, что к этому времени брак Эрменгарды и Олибы был ещё бездетным, однако впоследствии Эрменгарда стала матерью четырёх сыновей и одной дочери.

Каталонские графства в IX—XII веках

В качестве жены графа Олибы Эрменгарда неоднократно упоминалась в хартиях, данных её набожным супругом различным церквям и монастырям Каталонии. Сама Эрменгарда была основательницей монастыря Санта-Мария-де-Кастоха. В 988 году граф Олиба Кабрета отрёкся от престола и ушёл в монастырь Монтекассино, где умер в 990 году. Перед отречением Олиба разделил свои владения между ещё не достигшими совершеннолетия сыновьями: Бернардо I Тальяферро получил графство Бесалу, Вифред II — графство Сердань, а Олиба — графство Берга. Регентом при своих детях и правительницей всех этих графств стала Эрменгарда.
Наиболее значительным событием регентства Эрменгарды стал её конфликт в 991 году с епископом Урхеля Саллой. Из исторических источников известно, что при покровительстве Эрменгарды приближёнными к ней лицами в Сердани и Берге были захвачены несколько церквей, принадлежавших Урхельской епархии, и прекращены выплаты церковной десятины в епископскую казну. В ответ на эти действия Салла собрал в Сео-де-Уржеле поместный собор, на котором присутствовали большое число урхельских прелатов, а также епископ Барселоны Вивес и епископ Роды Аймерик. Собор постановил отлучить от церкви ближайших советников Эрменгарды, Радульфо и Арнау, но не распространять отлучение на саму графиню и членов её семьи. Так же собор ввёл запрет на проведение служб во всех церквях Сердани и Берги до тех пор, пока всё захваченное имущество Урхельской епархии не будет ей возвращено. О том, как разрешился этот конфликт, из-за недостатка документов ничего не известно, однако историки отмечают факт, что до самой своей смерти в 1010 году епископ Салла только один раз принял участие в церемонии, на которой присутствовал кто-либо из членов семей графов Сердани и Бесалу, в то время как при Олибе Кабрете связи Саллы с графской семьёй были очень тесными.
Регентство Эрменгарды завершилось во второй половине 993 года или в 994 году, после чего о ней почти ничего не известно. Сохранилась дарственная хартия, данная ею монастырю Санта-Мария-де-Серратеш, вероятно, 2 января 995 года. В ряде документов Эрменгарда упоминается как владелица Валеспира, который, возможно, был передан ей графом Олибой Кабретой после их свадьбы. В одном из средневековых мартирологов смерть Эрменгарды Ампурьясской датирована 1013 годом.